# Паспорт гражданина Мальтийского ордена
Не следует путать с Паспортом гражданина Мальты.
Паспорт гражданина Мальтийского ордена — официальный документ, выдаваемый должностным лицам и дипломатам Мальтийского ордена для совершения международных поездок. Орден выдает биометрические паспорта, полностью соответствующие международным стандартам. Печать паспортов осуществляется Австрийской государственной типографией, расположенной в Вене 

## Краткий обзор
Мальтийский орден выдает паспорта двух типов.  Дипломатические паспорта Мальтийского ордена выдаются исключительно членам Суверенного совета (правительства Ордена) и представителям дипломатического корпуса Ордена (главам и членам дипломатических миссий за рубежом, а также супругам дипломатов, работающих полный рабочий день, и их несовершеннолетним детям). Срок действия паспорта строго привязан к сроку службы в Ордене. 
По состоянию на февраль 2018 года в обращении находилось около 500 паспортов. Иные члены и добровольцы Ордена остаются гражданами своих стран со своими паспортами. 
Среди обладателей дипломатического паспорта Мальтийского ордена, в частности:
- Великий магистр (с 3 мая 2023 года — фра Джон Данлап, у которого также есть канадский паспорт).

- Великий командор (по состоянию на май 2019 года — фра Руй Гонсалу ду Валле Пейшото де Виллаш-Боаш, у которого также есть португальский паспорт).

- Великий канцлер (по состоянию на май 2014 года — Альбрехт Фрейхерр фон Бозелагер, у которого также есть немецкое гражданство).[3][4]

## Внешний вид
На обложках паспортов над гербом нанесена надпись «Военный орден Мальты», а под ней  — «Дипломатический паспорт», либо «Служебный паспорт». Дипломатические паспорта красного цвета, служебные — черного.

## Международный статус
В настоящее время Мальтийский орден имеет дипломатические отношения со 112 государствами, которые, следовательно, официально признают его паспорт. В Шенгенской зоне (где расположено большинство владений Ордена) паспорт признают 23 (за исключением Дании, Франции и Норвегии) из 26 членов.